# 마무두 아티
마무두 아티(영어: Mamoudou Athie 마머두 아체이[*] 영어 발음: /ˈmɑːməduː ˈɑːtʃeɪ/ 1988년 7월 25일 ~ )는 미국의 영화배우, 텔레비전 배우이다.
모리타니에서 태어났으나 생후 6개월에 외교관 아버지가 정치적 망명을 하면서 미국인이 되었다.

## 출연 작품

### 영화
- 밀그램 프로젝트 (2015)
- 더 서클 (2017)
- 유니콘 스토어 (2017)
- 프론트 러너 (2018)
- 언더워터 (2020)
- 와인을 딸 시간 (2020)
- 쥬라기 월드: 도미니언 (2022) - 램지 콜 역
- 엘리멘탈 (2023) - 웨이드 리플 역 (목소리)
- 그대들은 어떻게 살 것인가 (2023) - 영어 더빙
- 앤드 (2024 예정)

### 텔레비전
- 마담 세크리터리 (2015)
- 겟 다운 (2016-17)
- 더 디투어 시즌 1 (2017)
- 아카이브 81 (2022)